# Le Samyn 2015
De wielerwedstrijd Le Samyn werd in 2015 gehouden op 4 maart. De start was in Quaregnon, de aankomst in Dour. Kris Boeckmans won bij de mannen, Chantal Blaak won de wedstrijd voor vrouwen.

## Mannen
De wedstrijd was bij de mannen aan zijn 47e editie toe en maakte deel uit van de UCI Europe Tour 2015, in de categorie 1.1. De Belg Kris Boeckmans volgde zijn landgenoot Maxime Vantomme op de erelijst op.

### Deelnemende ploegen
| WorldTour           | ProContinentaal              | Continentaal                  |
| ------------------- | ---------------------------- | ----------------------------- |
| Etixx-Quick Step    | Topsport Vlaanderen-Baloise  | Colba-Superano Ham            |
| Lotto Soudal        | Wanty-Groupe Gobert          | Color Code-Aquality Protect   |
| AG2R La Mondiale    | Bretagne-Séché Environnement | Vastgoedservice-Golden Palace |
| FDJ                 | Bora-Argon 18                | Veranclassic-Ekoi             |
| IAM Cycling         | Caja Rural-Seguros RGA       | Vérandas Willems              |
| Katjoesja           | CCC Sprandi Polkowice        | Wallonie-Bruxelles            |
| Trek Factory Racing | Cofidis                      | Roubaix Lille Métropole       |
|                     | Europcar                     |                               |
|                     | MTN-Qhubeka                  |                               |
|                     | Roompot Oranje Peloton       |                               |
|                     | Unitedhealthcare             |                               |

### Uitslag
| Plaats  | Naam                | Ploeg                        | Tijd     |
| ------- | ------------------- | ---------------------------- | -------- |
| Winnaar | Kris Boeckmans      | Lotto Soudal                 | 4u47'01" |
| 2       | Gianni Meersman     | Etixx-Quick Step             | z.t.     |
| 3       | Christophe Laporte  | Cofidis                      | z.t.     |
| 4       | Tiesj Benoot        | Lotto Soudal                 | + 3"     |
| 5       | Yves Lampaert       | Etixx-Quick Step             | + 13"    |
| 6       | Steve Chainel       | Cofidis                      | z.t.     |
| 7       | Stijn Vandenbergh   | Etixx-Quick Step             | z.t.     |
| 8       | Tanner Putt         | Unitedhealthcare             | z.t.     |
| 9       | Baptiste Planckaert | Roubaix Lille Métropole      | z.t.     |
| 10      | Oliver Naesen       | Topsport Vlaanderen-Baloise  | z.t.     |
| 11      | Tyler Farrar        | MTN-Qhubeka                  | z.t.     |
| 12      | Maxime Vantomme     | Roubaix Lille Métropole      | z.t.     |
| 13      | Niki Terpstra       | Etixx-Quick Step             | z.t.     |
| 14      | Huub Duyn           | Roompot Oranje Peloton       | z.t.     |
| 15      | Gediminas Bagdonas  | AG2R La Mondiale             | z.t.     |
| 16      | Björn Leukemans     | Wanty-Groupe Gobert          | z.t.     |
| 17      | Florian Vachon      | Bretagne-Séché Environnement | z.t.     |
| 18      | Johan Le Bon        | FDJ                          | z.t.     |
| 19      | Lluís Mas           | Caja Rural-Seguros RGA       | + 19"    |
| 20      | Frederik Backaert   | Wanty-Groupe Gobert          | + 22"    |

## Vrouwen
De wedstrijd was bij de vrouwen aan zijn vierde editie toe en was ingedeeld in de UCI-wedstrijdcategorie 1.2. De Nederlandse Chantal Blaak klopte haar landgenote Anna van der Breggen en de winnares van de voorgaande editie Emma Johansson in de sprint en behaalde daarmee haar eerste overwinning van het seizoen.

### Uitslag
| Plaats  | Naam                 | Ploeg                          | Tijd     |
| ------- | -------------------- | ------------------------------ | -------- |
| Winnaar | Chantal Blaak        | Boels Dolmans                  | 2u56'03" |
| 2       | Anna van der Breggen | Rabobank-Liv                   | z.t.     |
| 3       | Emma Johansson       | Orica-AIS                      | z.t.     |
| 4       | Chloe Hosking        | Wiggle Honda                   | z.t.     |
| 5       | Jolien D'Hoore       | Wiggle Honda                   | z.t.     |
| 6       | Ashleigh Moolman     | Bigla                          | z.t.     |
| 7       | Amy Pieters          | Team Liv-Plantur               | z.t.     |
| 8       | Roxane Knetemann     | Rabobank-Liv                   | z.t.     |
| 9       | Megan Guarnier       | Boels Dolmans                  | z.t.     |
| 10      | Elena Cecchini       | Lotto Soudal Ladies            | z.t.     |
| 11      | Gracie Elvin         | Orica-AIS                      | z.t.     |
| 12      | Shelley Olds         | Bigla                          | z.t.     |
| 13      | Joëlle Numainville   | Bigla                          | z.t.     |
| 14      | Tatiana Guderzo      | Hitec Products                 | z.t.     |
| 15      | Katarzyna Niewiadoma | Rabobank-Liv                   | z.t.     |
| 16      | Rossella Ratto       | Inpa Sottoli Bianchi Giusfredi | z.t.     |
| 17      | Shara Gillow         | Rabobank-Liv                   | + 6"     |
| 18      | Ellen Van Dijk       | Boels Dolmans                  | + 7"     |
| 19      | Lizzie Williams      | Orica-AIS                      | z.t.     |
| 20      | Sofie De Vuyst       | Lensworld.eu - Zannata         | + 9"     |

1968 · 1969 · 1970 · 1971 · 1972 · 1973 · 1974 · 1975 · 1976 · 1977 · 1978 · 1979 · 1980 · 1981 · 1982 · 1983 · 1984 · 1985 · 1986 · 1987 · 1988 · 1989 · 1990 · 1991 · 1992 · 1993 · 1994 · 1995 · 1996 · 1997 · 1998 · 1999 · 2000 · 2001 · 2002 · 2003 · 2004 · 2005 · 2006 · 2007 · 2008 · 2009 · 2010 · 2011 · 2012 · 2013 · 2014 · 2015 · 2016 · 2017 · 2018 · 2019 · 2020 · 2021 · 2022 · 2023 · 2024 · 2025
Etappewedstrijden

 Ster van Bessèges · 
 Ronde van de Algarve · 
 Ruta del Sol · 
 Ronde van de Haut-Var · 
 Driedaagse van West-Vlaanderen · 
 Internationale Wielerweek · 
 Internationaal Wegcriterium · 
 Driedaagse van De Panne-Koksijde · 
 Ronde van de Sarthe · 
 Ronde van Castilië en León · 
 Ronde van Trentino · 
 Ronde van Kroatië · 
 Ronde van Turkije · 
 Ronde van Yorkshire · 
 Ronde van Asturië · 
 Vierdaagse van Duinkerke · 
 Ronde van Azerbeidzjan · 
 Ronde van Madrid · 
 Ronde van Beieren · 
 Ronde van Picardië · 
 Ronde van Noorwegen · 
 World Ports Classic · 
 Tour des Fjords · 
 Ronde van Estland · 
 Ronde van België · 
 Ronde van Luxemburg · 
 Boucles de la Mayenne · 
 Ster ZLM Toer · 
 Ronde van Slovenië · 
 Route du Sud · 
 Sibiu Cycling Tour · 
 Ronde van Oostenrijk · 
 Ronde van Wallonië · 
 Ronde van Portugal · 
 Ronde van Burgos · 
 Ronde van Denemarken · 
 Ronde van de Ain · 
 Ronde van Tsjechië · 
 Arctic Race of Norway · 
 Ronde van de Limousin · 
 Ronde van Poitou-Charentes · 
 Ronde van Groot-Brittannië · 
 Ronde van Gévaudan Languedoc-Roussillon · 
 Eurométropole Tour
Eendaagse wedstrijden

 Trofeo Santanyí-Ses Salines-Campos · 
 Trofeo Andratx-Mirador d'Es Colomer · 
 Trofeo Serra de Tramuntana · 
 Trofeo Playa de Palma-Palma · 
 GP La Marseillaise · 
 Grote Prijs van de Etruskische Kust · 
 Ronde van Murcia · 
 Clásica de Almería · 
 Trofeo Laigueglia · 
 Omloop Het Nieuwsblad · 
 Classic Sud Ardèche · 
 GP Lugano · 
 La Drôme Classic · 
 Kuurne-Brussel-Kuurne · 
 Le Samyn · 
 Strade Bianche · 
 Ronde van Drenthe · 
 Dwars door Drenthe · 
 Nokere Koerse · 
 GP Nobili Rubinetterie · 
 Handzame Classic · 
 Ronde van Zeeland Seaports · 
 Classic Loire-Atlantique · 
 Grote Prijs van Cholet-Pays de Loire · 
 Dwars door Vlaanderen · 
 Classica Corsica · 
 Route Adélie de Vitré · 
 Grote Prijs Miguel Indurain · 
 Volta Limburg Classic · 
 Ronde van La Rioja · 
 Parijs-Camembert · 
 Scheldeprijs · 
 Klasika Primavera · 
 Brabantse Pijl · 
 GP Denain · 
 Ronde van de Finistère · 
 Tro Bro Léon · 
 La Roue Tourangelle · 
 Ronde van de Apennijnen · 
 Grote Prijs van de Somme · 
 Grote Prijs van Plumelec · 
 ProRace Berlin · 
 Boucles de l'Aulne · 
 GP Kanton Aargau · 
 Ronde van Keulen · 
 Ronde van Limburg · 
 Velothon Wales · 
 Halle-Ingooigem · 
 Trofeo Matteotti · 
 GP Cerami · 
 GP Industria & Artigianato-Larciano · 
 Prueba Villafranca de Ordizia · 
 Ronde van Toscane · 
 Circuito de Getxo · 
 Polynormande · 
 RideLondon Classic · 
 GP Stad Zottegem · 
 Arnhem-Veenendaal Classic · 
 GP Jef Scherens · 
 Druivenkoers Overijse · 
 Schaal Sels · 
 Brussels Cycling Classic · 
 GP Fourmies · 
 Velothon Stockholm · 
 Ronde van de Doubs · 
 Coppa Bernocchi · 
 Coppa Agostoni · 
 GP van Wallonië · 
 Kampioenschap van Vlaanderen · 
 Memorial Marco Pantani · 
 Grote Prijs Impanis-Van Petegem · 
 GP van Isbergues · 
 GP Industria & Commercio di Prato · 
 Omloop van het Houtland · 
 Duo Normand · 
 Ronde van de Drie Valleien · 
 Milaan-Turijn · 
 Ronde van Piemonte · 
 Ronde van het Münsterland · 
 Ronde van de Vendée · 
 Memorial Frank Vandenbroucke · 
 Coppa Sabatini · 
 Parijs-Bourges · 
 Ronde van Emilia · 
 GP Beghelli · 
 Parijs-Tours · 
 Nationale Sluitingsprijs · 
 Chrono des Nations